# Hannes Peter Stephensen
Hannes Peter Stephensen (* 21. November 1832 in Ebeltoft; † 22. März 1908 in Frederiksberg) war ein dänischer Beamter und Inspektor in Grönland.

## Leben
Hannes Peter Stephensen stammte aus der ursprünglich isländischen Beamtenfamilie Stephensen. Sein Vater war der Bürgermeister Olaf Stephani Stephensen (1792–1854) und seine Frau Birgitte Petersen. Über seine Jugend ist nichts bekannt. 1857 wurde er als Assistent für Den Kongelige Grønlandske Handel (KGH) angestellt, wobei dies offenbar ein Verwaltungsamt in Dänemark darstellte. Erst am 3. März 1870 wurde er als Nachfolger des aus gesundheitlichen Gründen aus dem Amt befreiten Albert E. Blichfeldt Høyer kommissarisch zum Inspektor von Südgrönland ernannt und sollte sein Amt zum 1. April antreten. 1872 erhielt er das Amt fest. Von 1873 bis 1874 war er ein Jahr beurlaubt und wurde hierbei von Lorentz Frederik Mathiesen vertreten. 1882 verließ er das Amt und kehrte nach Dänemark zurück, wo er am 30. Januar 1883 zum Leiter des Buchhaltungs- und Korrespondanzbüros des KGH ernannt wurde. Am 1. Oktober 1889 wurde er zum Direktor des KGH ernannt. 1891 kehrte er zwecks einer Inspektionsreise noch einmal nach Grönland zurück. 1902 wurde er pensioniert.
Am 15. November 1888 wurde er zum Ritter des Dannebrogordens ernannt und am 22. März 1900 zum Dannebrogsmand. 1894 erhielt er zudem den preußischen Kronen-Orden III. Klasse. Später wurde er zum Etatsrat ernannt. Noch zu Lebzeiten benannte man bei der Carlsberg-Expedition unter Georg Carl Amdrup das Kap Stephensen sowie den angrenzenden Stephensen Fjord nach ihm. Hannes Peter Stephensen starb 1908 im Alter von 75 Jahren. Sein Neffe Regnar Stephensen (1866–1902) war später ebenfalls Inspektor von Südgrönland. Dessen Bruder Westy Oddgeir Hilmar Stephensen (1868–1950) war Direktor der Dänischen Nationalbank. Seine Großneffen waren die Architekten Hakon Stephensen (1900–1986) und Magnus Stephensen (1903–1984).